# 江川英長
江川 英長（えがわ ひでなが）は、戦国時代から安土桃山時代の武将。

## 略歴
父と同じく後北条氏に仕えたが、しばしば三河国の徳川家康を訪ねて親交があった。だが笠原隼人という同僚に徳川家と昵懇であると讒言されたため、笠原を殺して三河国に出奔した。北条氏規の口添えがあり、家康に仕え戸田尊次の下に配属された。
天正10年（1582年）の北条氏と徳川氏の戦いであった「天正壬午の乱」ののちの講和条件のひとつとして、北条氏から「江川家の跡取りなので返還して欲しい」と申し入れがあり、天正11年（1583年）に家康の次女督姫が北条氏直の正室として入嫁した際に、これに従って韮山に帰った。
天正18年（1590年）小田原征伐の際、再度出奔して徳川軍に加わった。韮山城に籠城した父英吉と通じて、開城和睦の交渉を行った。戦後は父も赦免され、江川家は旧領を与えられた。慶長元年（1596年）に伊豆代官を命じられた。ただしこの頃、韮山城の城主として内藤信成がおり、その他の者の所領もあったため、英長が伊豆一国を支配していたわけではない。。
文禄2年（1593年）、蔭山殿が、英長の養女として家康にお目見えし、家康の側室となった。
大坂の陣には子の江川英政と共に出陣した。また鎌倉時代より伝わる造酒の室の修理を許され、後に家康・秀忠父子に酒（江川酒・江川樽）を献じて賞された。
寛永9年6月27日、72歳で死去した。家督と領地および伊豆韮山代官職は子の英政が相続した。
韮山代官の采配する地は当初は5千石以下であったが、元禄年間以降に周辺の代官職の役割と支配地を次々統合することとなり、時代により増減はあるものの、伊豆国および周辺国の徳川家直轄領（天領）を支配経営する一大役職となった。韮山代官の現地代官所は旧・韮山城の一角に建てられた江川家屋敷に併設された。以降の韮山代官職は職務不正により罷免された中断時期がありつつ、幕末まで江川家が相続した。